# Амирханов, Камиль Ахмедович
Камиль Ахмедханович Амирханов (1978, Махачкала, Дагестанская АССР, РСФСР, СССР) — российский спортсмен, специализируется по карате кумите, серебряный призер чемпионатов Мира и Европы, многократный чемпион России и обладатель Кубка России. Мастер спорта России международного класса.

## Спортивная карьера
Спортивную карьеру начал в 1990 году в Махачкале под руководством тренера Омара Муртазалиева. Дважды становился чемпионом России и дважды являлся обладателем Кубка России. Является неоднократным чемпионом России по молодежи. Серебряный призер  молодёжного чемпионата мира 1996 и чемпионата Европы 1999 года.

## Спортивные достижения
- Чемпионат Мира по карате 1996 - ;
- Кубок России по карате 1998 — ;
- Чемпионат России по карате 1999 — ;
- Чемпионат Европы по карате 1999 - ;
- Кубок России по карате 2000 — ;
- Чемпионат России по карате 2000 — ;

## Личная жизнь
В 1994 году окончил школу № 13 в Махачкале. В 1999 году окончил Дагестанский государственный университет, юридический факультет.